# 诺伊恩马克特
诺伊恩马克特是德国巴伐利亚州的一个市镇。总面积18.94平方公里，总人口3094人，其中男性1490人，女性1604人（2011年12月31日），人口密度163人/平方公里。